# Hatton Cross (Metropolitano de Londres)
Hatton Cross é uma estação do Metrô de Londres e terminal de ônibus. Ela está localizada no ramal Heathrow da Piccadilly line. Ela está nas zonas 5 e 6 do Travelcard e fica entre a Great South West Road (A30) e a Heathrow Airport South Perimeter Road. A estação atende uma grande área, incluindo Feltham ao sul e Bedfont ao oeste. A estação recebeu o nome do cruzamento da Great South West Road e Hatton Road.
Ela fica no borough londrino de Hillingdon e serve a pequena comunidade de Hatton Cross no borough londrino de Hounslow.

## História
A estação foi inaugurada em 19 de julho de 1975 na primeira fase da extensão da linha Piccadilly da Hounslow West até o Aeroporto de Heathrow e permaneceu como terminal até a Heathrow Central ser inaugurada em 16 de dezembro de 1977.
Em 7 de janeiro de 2005, o circuito e a estação Terminal 4 fecharam e o serviço de metrô voltou à sua antiga operação bidirecional entre Hatton Cross e a estação Terminals 2 e 3, enquanto os túneis para a nova estação Heathrow Terminal 5 estava em construção; um ônibus de transporte de Hatton Cross foi fornecido para passageiros viajando de e para o Terminal 4. O serviço ao redor do circuito foi reiniciado em 17 de setembro de 2006.

## Arquitetura
As plataformas em Hatton Cross estão em um túnel de cortar-e-cobrir. O revestimento da plataforma nas colunas centrais apresenta padrões derivados do logotipo Speedbird da British Airways, originalmente projetado por Theyre Lee-Elliott em 1932.
O edifício da estação, uma brutalista, caixa de concreto e vidro, de um andar, incorpora uma movimentada estação de ônibus, que atende o aeroporto e a área ao redor. O friso de concreto no nível do telhado que circunda o edifício é obra do artista William Mitchell.